# Bartosz Ciura
Bartosz Ciura (ur. 20 listopada 1992 w Rzeszowie) – polski hokeista, reprezentant Polski.

## Kariera klubowa
- SMS I Sosnowiec (2009-2011)
  -  SMS II Sosnowiec (2010)
- GKS Tychy (2012-2013)
  -  Naprzód Janów (2012)
- Unia Oświęcim (2013-2015)
- GKS Tychy (2015-2021)
- HC Frýdek-Místek (2021-2022)
  -  HC Oceláři Trzyniec (2022)
- GKS Tychy (2022-2025)
- Zagłębie Sosnowiec (2025-)

Wychowanek klubu UKH Dębica. Absolwent NLO SMS PZHL Sosnowiec z 2011. W latach 2011–2013 był zawodnikiem GKS Tychy, gdzie był wypożyczony z Dębicy. W sezonie PLH 2012/2013 występował krótkotrwale w Naprzodzie Janów w rozgrywkach I ligi 2012/2013. Od maja 2013 zawodnik Unii Oświęcim. W kwietniu 2014 przedłużył kontrakt z klubem. Od maja 2015 ponownie jest zawodnikiem GKS Tychy. 
Pod koniec kwietnia 2021 ogłoszono, że podpisał kontrakt z czeskim ekstraligowym klubem HC Oceláři Trzyniec, obejmujący także możliwość występów ze stowarzyszonym zespołem HC Frýdek-Místek (wraz z nim kontrakt podpisał inny dotychczasowy zawodnik GKS Tychy, Filip Komorski, a w tym czasie także inny Polak, Alan Łyszczarczyk). Epizodycznie występował też w Oceláři Trzyniec. Na początku maja 2022 ogłoszono, że został ponownie zawodnikiem GKS Tychy i podpisał z tym klubem dwuletni kontrakt.
W maju 2025 został ogłoszony zawodnikiem drużyny ECB Zagłębie Sosnowiec.

## Kariera reprezentacyjna
W barwach reprezentacji Polski do lat 18 występował na mistrzostwach świata juniorów do lat 18 Dywizji I do lat 18 w 2010 (na drugim turnieju był najmłodszym zawodnikiem). Z reprezentacją Polski do lat 20 wystąpił na mistrzostwach świata juniorów do lat 20 w 2011 (Dywizja II Grupa B), 2012 (Dywizja I Grupa B). W barwach seniorskiej reprezentacji uczestniczył w turniejach mistrzostw świata edycji 2017, 2018 (Dywizja IA), 2019, 2022, 2023 (Dywizja IB), 2024 (Elita, po pierwszym meczu ubył ze składu wskutek kontuzji).
W grudniu 2020 został mianowany kapitanem seniorskiej reprezentacji Polski.

## Sukcesy
Reprezentacyjne
- Awans do mistrzostw świata do lat 20 Dywizji I: 2011
- Awans do mistrzostw świata I Dywizji Grupy A: 2022
- Awans do mistrzostw świata Elity: 2023

Klubowe
- Brązowy medal mistrzostw Polski: 2013, 2021, 2024 z GKS Tychy
- Superpuchar Polski: 2015, 2019, 2023 z GKS Tychy
- Trzecie miejsce w Superfinale Pucharu Kontynentalnego: 2016 z GKS Tychy
- Srebrny medal mistrzostw Polski: 2016, 2017, 2023 z GKS Tychy
- Puchar Polski: 2016, 2017, 2022, 2023, 2024 z GKS Tychy
- Finał Superpucharu Polski: 2017 z GKS Tychy
- Złoty medal mistrzostw Polski: 2018, 2019, 2020[13], 2025 z GKS Tychy

Indywidualne
- Mistrzostwa Świata Juniorów w Hokeju na Lodzie 2011:
  - Pierwsze miejsce w klasyfikacji asystentów wśród obrońców turnieju: 5 asyst[14]
  - Piąte miejsce w klasyfikacji kanadyjskiej wśród obrońców turnieju: 5 punktów
- Mistrzostwa Świata w Hokeju na Lodzie 2023 (I Dywizja)#Grupa A:
  - Trzecie miejsce w klasyfikacji asystentów turnieju: 5 asyst[15]
- Superpuchar Polski w hokeju na lodzie 2023:
  - Zwycięski gol w meczu GKS Tychy - GKS Katowice 4:3[16]